# Скриточуб білочеревий
Скриточу́б білочеревий (Phylloscopus grammiceps) — вид горобцеподібних птахів родини вівчарикових (Phylloscopidae). Ендемік Індонезії. Раніше цей вид відносили до роду Скриточуб (Seicercus), однак за результатами молекулярно-філогенетичного дослідження, опублікованого у 2018 році, його було переведено до роду Вівчарик (Phylloscopus).

## Підвиди
Виділяють два підвиди:
- P. g. sumatrensis (Robinson & Kloss, 1916) — західна Суматра (гори Барісан);
- P. g. grammiceps (Strickland, 1849) — високогір'я Яви і Балі.

Деякі дослідники виділяють підвид P. g. sumatrensis у окремий вид Phylloscopus sumatrensis.

## Поширення і екологія
Білочереві скриточуби мешкають на островах Суматра, Ява і Балі. Вони живуть в нижньому ярусі вологих гірських тропічних лісів, на Суматрі на висоті від 1400 до 2200 м над рівнем моря, на Яві на висоті від 800 до 2500 м над рівнем моря. Часто приєднуються до змішаних зграй птахів.